# デイヴィッド・マイケル・デイヴィス
デイヴィッド・マイケル・デイヴィス（David Michael Davis, 1948年12月23日 - ）は、2016年から2018年まで欧州連合離脱大臣を務め、1997年からハルテンプライス・アンド・ハウデン選挙区選出庶民院議員を務めるイギリスの政治家。1987年に初めてブースフェリー選挙区選出庶民院議員に当選した。1994年から1997年までヨーロッパ担当副大臣を務めた功績によって1997年の新年の叙勲で枢密院に宣誓している。

## 生い立ち
デイヴィッドの母親ベティ・ブラウンは未婚の母であった。1948年12月23日にイングランドのヨークで生まれ、最初は祖父母によって育てられた。祖父ウォルター・ハリソンは裕福なトロール漁師の息子で、共産党に入党した後、相続権を奪われた。有名なジャロウ行進の直後、彼はロンドンへの飢餓行進を率いたが、これには共産主義者が参加することはできなかった。デイヴィッドは母の死後、父親に一度会ったことがあるが、父親はウェールズ人であった。母はポーランド系ユダヤ人の印刷工ロナルド・デイヴィスと再婚し、デイヴィッドはロンドンに移り住む。一家は初めにワンズワースの「スラム」アパートに住んだが、後にトゥーティングの公営住宅団地に転居した。
デイヴィッド・デイヴィスはトゥーティングのベック・グラマースクールを卒業したが、Aレベルの成績では大学入学を十分保証するものでは無かった。デイヴィスは保険従業員として働いて、再受験する費用を稼ぐために国防義勇軍のSAS第21連隊に入隊した。ウォーリック大学に入学したデイヴィスは、大学は学生ラジオ局の創立メンバーの一人となった。コンピューター・サイエンスの学士号を取得して卒業後、ロンドン・ビジネス・スクールで1971年から1973年まで学び、ビジネスの修士号を得た。さらに後、1984年から1985年までハーバード大学でアドバンスド・マネージメント・プログラムを学んだ。
デイヴィスはテート&ライルで17年間勤務し、重役まで昇進した。その間、窮地に陥ったカナダの子会社レッドパス・シュガーのリストラを行っている。彼は民間でのビジネス経験を1988年に "How to Turn Round a Company" として出版している。
デイヴィスはウォーリック大学在学中に妻のドリーンと出会った。夫妻の間には3人の子どもがいる。

## 政治経歴
デイヴィスは学生時代の1973年、保守党学生連盟の全国会長となり活躍した。1987年の総選挙でディヴィスはブースフェリー選挙区から出馬し当選。下院議員となる。
1992年にマーストリヒト条約に投票したとき、彼は院内幹事であった。結局デイヴィスは保守党内で外務省のヨーロッパ担当大臣まで昇任した。
1987年から1997年まではブースフェリー選挙区、それ以降はハルテンプライス・アンド・ホウデン選挙区から選出されている。
2001年に保守党幹事長に就任する。2003年から2008年まで、マイケル・ハワードおよびデイヴィッド・キャメロンの下で影の内務大臣を務める。2001年および2005年の党首選挙に立候補したが、いずれも落選に終わった。

### EU離脱担当大臣
2016年7月13日、テリーザ・メイ首相によって欧州連合離脱担当大臣（第1次、第2次メイ内閣）に任命される。
デイヴィスは、（もしEUが英国との貿易交渉を拒絶すれば）EUが英国への輸出で損をするリスクがあるために、EUは英国とFTAを締結することになるだろうと考えている。デイヴィスは、EUとの貿易は関税無しが理想だとしたが、EUが英国に対して強硬姿勢を貫き単一市場へのアクセスを認めないのであれば、WTOルールを用いると述べている。
2018年7月6日にメイ首相が閣議で示した離脱方針に反発し、8日に大臣辞任を表明。

## 参照
1. ↑  David Davis profile: Tough guy who delights in a scrap R. Prince, The Daily Telegraph, 12 Jun 2008
2. 1 2  “Desert Island Discs with David Davis”. Desert Island Discs. 16 November 2008. BBC. Radio 4.
3. ↑  Norfolk, Andrew (2005年10月7日). “Davis's grandfather and the Jarrow crusade that wasn't”. The Times (London) 2008年7月7日閲覧。 (要購読契約)
4. ↑  Correspondent, By Rosa Prince, Political. “David Davis profile: Tough guy who delights in a scrap”. 2008年6月12日閲覧。
5. 1 2 3 4  David Davis Conservative Home
6. ↑  Trefgarne, George (2005年8月24日). “What worked on the sugar beat...”. The Daily Telegraph (London) 2008年7月7日閲覧。
7. ↑   David Davis. Conservative Party 2009年5月15日閲覧。 See also: Colgan, Jenny (2005年11月16日). “'He can be quite selfish and inconsiderate sometimes'”. The Guardian (London) 2008年6月21日閲覧。
8. ↑  Who is David Davis? A profile of Britain's new 'Minister for Brexit' The Daily Telegraph, 13 Jul 2016
9. ↑  Ministry of Brexit: ‘Charming bastard’ appointed to lead EU negotiztions RT, 14 Jul 2016
10. ↑  “デービス英ＥＵ離脱担当相が辞任、首相提案の交渉方針巡り＝関係筋”. ロイター. (2018年7月9日) 2018年7月9日閲覧。